# Christian Tabó
Christian Alejandro Tabó Hornos (Montevideo, Uruguay, 23 de noviembre de 1993) es un futbolista uruguayo. Puede jugar de extremo por ambas bandas o delantero centro y su equipo actual es el Rampla Juniors de la Segunda División Profesional de Uruguay

## Trayectoria
El 12 de mayo de 2012 debutó como profesional en el primer equipo de Racing, frente a Bella Vista, el técnico Jorge Giordano lo mandó a la cancha en su primera convocatoria al minuto 77 pero perdieron 0-1. Tabó debutó con 18 años y 171 días. En su primer torneo, disputó 2 partidos, acumuló 31 minutos en cancha y Racing quedó en la posición 10 de la tabla.
Para la temporada 2012-13 tuvo más rodaje. Anotó su primer gol oficial el 27 de octubre en el Estadio Centenario frente a Peñarol, pero el encuentro finalizó 2-5 en contra. En el Torneo Apertura del 2012 jugó 12 partidos, anotó 1 gol y brindó una asistencia, pero Racing quedó en la posición 14 de la tabla. Para el Torneo Clausura, mejoró el rendimiento del equipo y finalizaron en sexta posición, Tabó estuvo presente en 10 partidos y anotó un gol. De los 22 partidos que disputó en toda la temporada, en 10 fue titular.
Comenzó la temporada 2013-14 como titular, pero nuevamente Racing realizó un flojo Torneo Apertura, ya que finalizaron en la posición 14, Tabó jugó en 12 partidos, 9 como titular y no convirtió goles. En el Torneo Clausura, finalizaron séptimos, jugó 14 partidos, 11 como titular, anotó 2 goles y dio 2 asistencias.
En la temporada 2014-15, su equipo comenzó anotando 11 goles en los primeros 3 partidos, incluido un gol suyo dejando varios hombres en el camino y definiendo con clase. Con Racing realizó una gran campaña, quedaron en segundo lugar del Torneo Apertura con 32 puntos, marcó un gol y brindó 10 asistencias.
Los grandes de Uruguay realizaron gestiones para contar con Cristian en su equipo para el Torneo Clausura, tanto Peñarol como Nacional.
El 20 de enero de 2015 se confirmó su llegada a Nacional, el campeón del Torneo Apertura, como cedido por 6 meses.
Cristian debutó con los tricolores el 12 de febrero, además fue su primer partido internacional oficial, por la ronda de clasificación a la Copa Libertadores 2015, el técnico Álvaro Gutiérrez lo mandó a la cancha en el partido revancha contra Palestino al minuto 82 y ganaron 2-1, pero por el gol de visitante, quedaron eliminados del certamen internacional.
En el Torneo Clausura jugó 7 partidos con Nacional, en 2 estuvo en el once inicial, no anotó goles y finalizaron en noveno lugar.
El 14 de junio jugaron una final contra el clásico rival, Peñarol, con la posibilidad de salir campeones de la temporada si ganaban el encuentro. Tabó fue convocado y estuvo en el banco de suplentes, ingresó al minuto 87 y finalizó el tiempo reglamentario empatados 2-2. Fueron a un alargue, al minuto 109 su compañero Santiago Romero puso el 3-2. Debido a unos incidentes con la hinchada de Peñarol, el partido se suspendió al minuto 113, luego se decretó como finalizado y Nacional se coronó campeón uruguayo 2014-15.

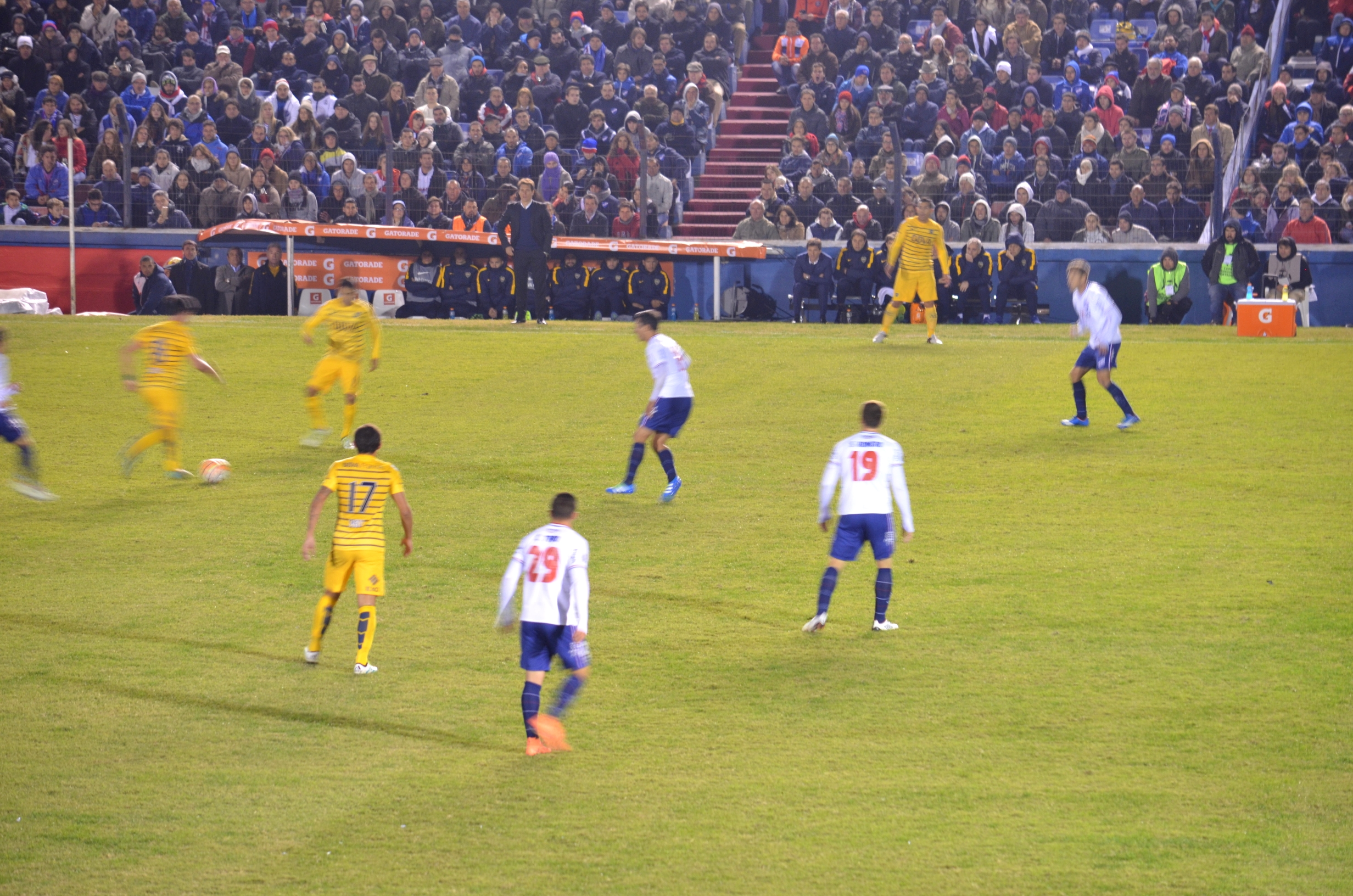
Jugando contra Boca Juniors en el Gran Parque Central

Fue fichado por Atlas para comenzar la temporada 2015-16 en México.
Debutó en la Liga MX el 26 de julio de 2015, fue titular contra Querétaro y perdieron 0-2. Jugó 11 partidos en el Apertura, finalizaron en la posición 16.
Además jugó la Copa México Apertura 2015, estuvo presente en 5 partidos pero cayeron en la semifinal contra León.
El 7 de enero de 2016, Tabó realizó los exámenes médicos del Club Nacional de Football, en Uruguay, y se convirtió en el primer refuerzo del club uruguayo, para jugar el Torneo Clausura y la Copa Libertadores como cedido.
Debutó en su nuevo ciclo tricolor en el clásico contra Peñarol por la Copa de Verano 2016, jugaron el 20 de enero en el Estadio Centenario, Tabó ingresó al minuto 65 y ganaron 3-1.

## Estadísticas

### Clubes
Actualizado al último partido disputado el 12 de diciembre de 2023.
| Club                        | Div.          | Temporada     | Liga  | Liga  | Liga   | Copas nacionales | Copas nacionales | Copas nacionales | Copas internacionales | Copas internacionales | Copas internacionales | Total | Total | Total  |
| Club                        | Div.          | Temporada     | Part. | Goles | Asist. | Part.            | Goles            | Asist.           | Part.                 | Goles                 | Asist.                | Part. | Goles | Asist. |
| --------------------------- | ------------- | ------------- | ----- | ----- | ------ | ---------------- | ---------------- | ---------------- | --------------------- | --------------------- | --------------------- | ----- | ----- | ------ |
| Racing C. Mdeo. · Uruguay   | 1.ª           | 2011-12       | 2     | 0     | 0      | -                | -                | -                | -                     | -                     | -                     | 2     | 0     | 0      |
| Racing C. Mdeo. · Uruguay   | 1.ª           | 2012-13       | 22    | 2     | 1      | -                | -                | -                | -                     | -                     | -                     | 22    | 2     | 1      |
| Racing C. Mdeo. · Uruguay   | 1.ª           | 2013-14       | 26    | 2     | 3      | -                | -                | -                | -                     | -                     | -                     | 26    | 2     | 3      |
| Racing C. Mdeo. · Uruguay   | 1.ª           | 2014-15       | 15    | 1     | 10     | -                | -                | -                | -                     | -                     | -                     | 15    | 1     | 10     |
| Racing C. Mdeo. · Uruguay   | Total club    | Total club    | 65    | 5     | 14     | 0                | 0                | 0                | 0                     | 0                     | 0                     | 65    | 5     | 14     |
| C. Nacional de F. · Uruguay | 1.ª           | 2014-15       | 8     | 0     | 0      | -                | -                | -                | 1                     | 0                     | 0                     | 9     | 0     | 0      |
| C. Nacional de F. · Uruguay | Total club    | Total club    | 8     | 0     | 0      | 0                | 0                | 0                | 1                     | 0                     | 0                     | 9     | 0     | 0      |
| Atlas F. C. · México        | 1.ª           | 2015-16       | 11    | 0     | 0      | 5                | 0                | 1                | -                     | -                     | -                     | 16    | 0     | 1      |
| Atlas F. C. · México        | Total club    | Total club    | 11    | 0     | 0      | 5                | 0                | 1                | 0                     | 0                     | 0                     | 16    | 0     | 1      |
| C. Nacional de F. · Uruguay | 1.ª           | 2015-16       | 12    | 1     | 2      | -                | -                | -                | 7                     | 0                     | 0                     | 19    | 1     | 2      |
| C. Nacional de F. · Uruguay | Total club    | Total club    | 20    | 1     | 2      | 0                | 0                | 0                | 8                     | 0                     | 0                     | 28    | 1     | 2      |
| Atlas F. C. · México        | 1.ª           | 2016-17       | 11    | 0     | 0      | 3                | 1                | 0                | -                     | -                     | -                     | 14    | 0     | 1      |
| Atlas F. C. · México        | 1.ª           | 2017-18       | 10    | 1     | 2      | 3                | 1                | 0                | -                     | -                     | -                     | 13    | 2     | 2      |
| Atlas F. C. · México        | Total club    | Total club    | 31    | 1     | 2      | 11               | 2                | 1                | 0                     | 0                     | 0                     | 43    | 3     | 3      |
| C. Puebla · México          | 1.ª           | 2017-18       | 11    | 1     | 2      | -                | -                | -                | -                     | -                     | -                     | 11    | 1     | 2      |
| C. Puebla · México          | 1.ª           | 2018-19       | 23    | 4     | 3      | 5                | 1                | 0                | -                     | -                     | -                     | 28    | 5     | 3      |
| C. Puebla · México          | 1.ª           | 2019-20       | 25    | 5     | 2      | 3                | 0                | 0                | -                     | -                     | -                     | 28    | 5     | 2      |
| C. Puebla · México          | 1.ª           | 2020-21       | 34    | 4     | 2      | -                | -                | -                | -                     | -                     | -                     | 34    | 4     | 2      |
| C. Puebla · México          | 1.ª           | 2021-22       | 18    | 6     | 1      | -                | -                | -                | -                     | -                     | -                     | 18    | 6     | 1      |
| C. Puebla · México          | Total club    | Total club    | 111   | 20    | 10     | 8                | 1                | 0                | 0                     | 0                     | 0                     | 119   | 21    | 10     |
| C. D. Cruz Azul · México    | 1.ª           | 2021-22       | 12    | 1     | 0      | 1                | 0                | 0                | 4                     | 1                     | 0                     | 17    | 2     | 0      |
| C. D. Cruz Azul · México    | 1.ª           | 2022-23       | 25    | 2     | 0      | -                | -                | -                | 2                     | 0                     | 0                     | 27    | 2     | 0      |
| C. D. Cruz Azul · México    | 1.ª           | 2023-24       | 6     | 0     | 0      | -                | -                | -                | -                     | -                     | -                     | 6     | 0     | 0      |
| C. D. Cruz Azul · México    | Total club    | Total club    | 43    | 3     | 0      | 1                | 0                | 0                | 6                     | 1                     | 0                     | 50    | 4     | 0      |
| Pumas UNAM · México         | 1.ª           | 2023-24       | 14    | 0     | 0      | -                | -                | -                | -                     | -                     | -                     | 14    | 0     | 0      |
| Pumas UNAM · México         | Total club    | Total club    | 14    | 0     | 0      | 0                | 0                | 0                | 0                     | 0                     | 0                     | 14    | 0     | 0      |
| Total carrera               | Total carrera | Total carrera | 284   | 30    | 28     | 20               | 3                | 1                | 14                    | 1                     | 0                     | 318   | 34    | 29     |
| 1. 2.                       |               |               |       |       |        |                  |                  |                  |                       |                       |                       |       |       |        |

## Palmarés

### Títulos nacionales
| Título                  | Club              | País    | Año     |
| ----------------------- | ----------------- | ------- | ------- |
| Campeonato Uruguayo     | C. Nacional de F. | Uruguay | 2014-15 |
| Supercopa de la Liga MX | C. D. Cruz Azul   | México  | 2022    |

### Títulos amistosos
| Título         | Club              | País    | Año  |
| -------------- | ----------------- | ------- | ---- |
| Copa de Verano | C. Nacional de F. | Uruguay | 2016 |